# Цвитовић (Слуњ)
Цвитовић је насељено мјесто града Слуња, на Кордуну, Карловачка жупанија, Република Хрватска.

## Географија
Цвитовић се налази око 4 км сјеверно од Слуња.

## Историја
Пре доласка Османског царства на територију данашње Хрватске, почетком 15. века, назив града био је Ладиховић. Цвитовић се од распада Југославије до августа 1995. године налазио у Републици Српској Крајини.

## Становништво
Према попису становништва из 2011. године, насеље Цвитовић је имало 279 становника.
| Демографија | Демографија | Демографија |
| Година      | Становника  | Становника  |
| ----------- | ----------- | ----------- |
| 1961.       | 539         |             |
| 1971.       | 527         |             |
| 1981.       | 1.016       |             |
| 1991.       | 929         |             |
| 2001.       | 362         |             |
| 2011.       |             | 279         |

## Попис 1991.
На попису становништва 1991. године, насељено место Цвитовић је имало 929 становника, следећег националног састава:
| Попис 1991.‍  | Попис 1991.‍  | Попис 1991.‍ | Попис 1991.‍ | Попис 1991.‍ |
| ------------ | ------------ | ----------- | ----------- | ----------- |
|              |              |             |             |             |
| Хрвати       | Хрвати       |             | 904         | 97,30%      |
| Срби         | Срби         |             | 2           | 0,21%       |
| Мађари       | Мађари       |             | 1           | 0,10%       |
| Словенци     | Словенци     |             | 1           | 0,10%       |
| неопредељени | неопредељени |             | 17          | 1,82%       |
| непознато    | непознато    |             | 4           | 0,43%       |
| укупно: 929  |              |             |             |             |